# Erik Brann
Erik Brann (11. srpna 1950 Pekin – 25. července 2003 Los Angeles) byl americký rockový kytarista a zpěvák, nejvíce známý jako člen skupiny Iron Butterfly, do které přišel ve svých sedmnácti letech a nahrál s ní její nejznámější album In-A-Gadda-Da-Vida.

## Kariéra
Již od dětství hrál na housle a později byl členem symfonického orchestru Boston Symphony Orchestra. Přes veškerý svůj talent se chtěl stát rockovým hudebníkem a začal tedy hrát na kytaru. Začínal ve skupině The Paper Fortress. Ve svých šestnácti letech, v roce 1967, se stal členem skupiny Iron Butterfly, kde nahradil původního kytaristu Dannyho Weise. Se skupinou nahrál její druhé album In-A-Gadda-Da-Vida (1968) a o rok později pak Ball. Spolu s baskytaristou Lee Dormanem napsal skladbu „Termination“ pro první z alb; na druhém již přispěl autorsky k více písním. Brann skupinu opustil v roce 1969 a brzy poté spolu s dalším bývalým členem, zpěvákem Darrylm DeLoachem, založil soubor Flintwhistle, se kterým vystupoval přibližně rok, ale žádné nahrávky s ním neudělal.
V roce 1974 byla obnovena skupina Iron Butterfly a v nové sestavě byl i Brann; v roce 1975 skupina vydala dvě alba Scorching Beauty a Sun and Steel. Na obou se Brann podílel jako kytarista, ale je také hlavním autorem a zpěvákem. Se skupinou pokračoval až do jejího rozpadu v létě 1977 (nedlouho poté byla skupina obnovena v kompletně změněné sestavě). V pozdějších letech se občasně účastnil koncertů Iron Butterfly, ale nikdy ve skupině nevydržel příliš dlouho. Zemřel na srdeční zástavu ve svých dvaapadesáti letech.